# Métro d'Erevan
Le métro d'Erevan (en arménien Երեւանի մետրոպոլիտեն) est le métro qui dessert la ville d'Erevan, capitale de l'Arménie. Son unique ligne de dix stations s'étend du nord au sud de la ville sur 12,1 km.
Le 28 décembre 1999, le métro est baptisé Karen Demirtchian, en l'honneur du premier secrétaire du parti communiste arménien, à l'origine du projet du métro.

## Histoire
Le métro d'Erevan ne devait initialement pas être mis en chantier : lorsqu'il fut décidé d'un réseau de transport à la fin des années 1960, la capitale de l'Arménie compte en effet moins d'un million d'habitants et n'est de ce fait pas comprise dans la liste des villes à métro prévue dans la planification soviétique. C'est donc un réseau de tramway qui était encore prévu lorsque commença en 1972 la construction d'une ligne principale, en partie souterraine en centre-ville.
Fin 1978, plus de 4 km de tunnels étaient construits. L'affaire prit alors une tournure politique, les deux autres capitales de république soviétique du Caucase, Bakou et Tbilissi, ayant déjà un métro. Il fut alors décidé de transformer la ligne en métro classique souterrain. Un réseau de trois lignes fut même planifié afin de mieux desservir les nouvelles banlieues.
Il fallait tenir compte du relief montagneux (dénivellation de 550 mètres et inclinaison des rues atteignant 10°). À cause de ces différences, sept stations sont juste sous la surface, les autres sont très profondes. Notons qu'un segment d'environ 3,6 km est aérien et comporte deux stations. Les quais des stations atteignent 100 mètres pour accueillir des trains de cinq voitures cependant, les rames en 2015 ne sont composées que de deux voitures. Les stations utilisent de la pierre d'Arménie, mais aussi du marbre de l'Oural et du granite de Carélie.
C'est le 7 mars 1981 que fut inauguré un tronçon de ligne de 7,6 km et de quatre stations. Il fallut quatre autres mises en service successives et deux inaugurations de station pour que la ligne atteigne son extension actuelle.
D'abord le tremblement de terre de 1988 qui secoua la région, puis les difficultés financières dues à la crise économique des années 1990 ralentissent fortement des travaux qui n'avançaient déjà plus beaucoup.

### Ligne
| Ligne | Parcours                                           | Mise en service | Dernière extension | Longueur (en km) | Nombre de stations |
| ----- | -------------------------------------------------- | --------------- | ------------------ | ---------------- | ------------------ |
|       | Barekamoutioun ↔ Place Garéguine Njdeh / Tcharbakh | 1981            | 1996               | +13,             | 10                 |

| Trajet                            | Date d'ouverture | Carte |
| --------------------------------- | ---------------- | ----- |
| Barekamoutioun - Sassountsi David | 8 mars 1981      |       |
| Place de la République            | 26 décembre 1981 |       |
| Sassountsi David - Gortsaranaïn   | 11 juillet 1983  |       |
| Gortsaranaïn - Chengavit          | 26 décembre 1985 |       |
| Chengavit - Place Garéguine Njdeh | 1er janvier 1987 |       |
| Station Zoravar Andranik          | 2 décembre 1989  |       |
| Chengavit - Tcharbakh             | 13 décembre 1996 |       |

## Matériel roulant
| Matériel   | Matériel           | Livraison   | Constructeur   | Nombre de rame | Photo                                              |
| ---------- | ------------------ | ----------- | -------------- | -------------- | -------------------------------------------------- |
| 81-717/714 | Train à 1 voiture  | 1981 - 1993 | Metrovagonmash | 2              |                                                    |
| 81-717/714 | Train à 2 voitures | 1981 - 1993 | Metrovagonmash | 9              | Rame modernisée de deux voitures du métro d'Erevan |
| 81-717/714 | Train à 3 voitures | 1981 - 1993 | Metrovagonmash | 5              |                                                    |

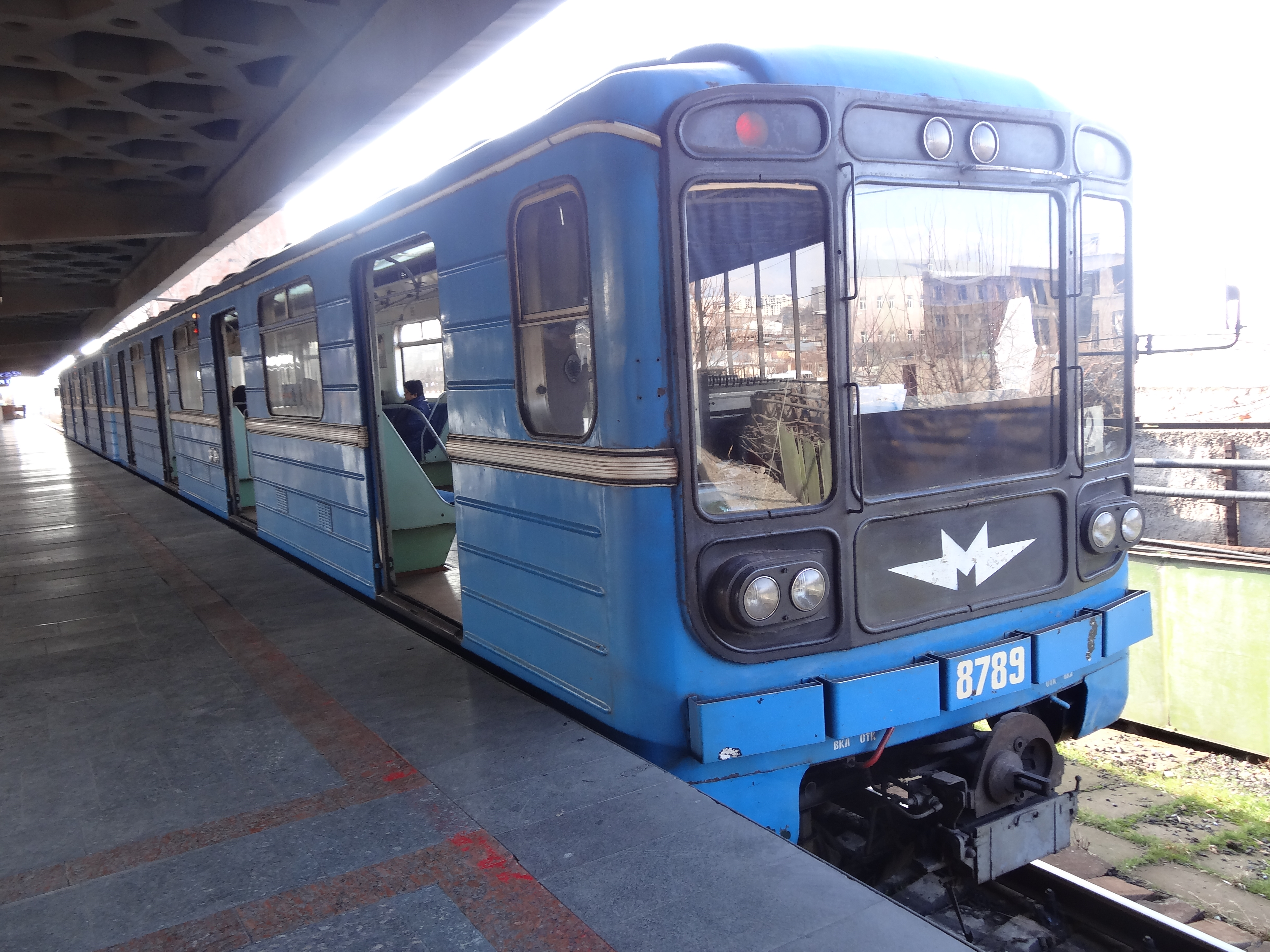
Rame du métro avant rénovation

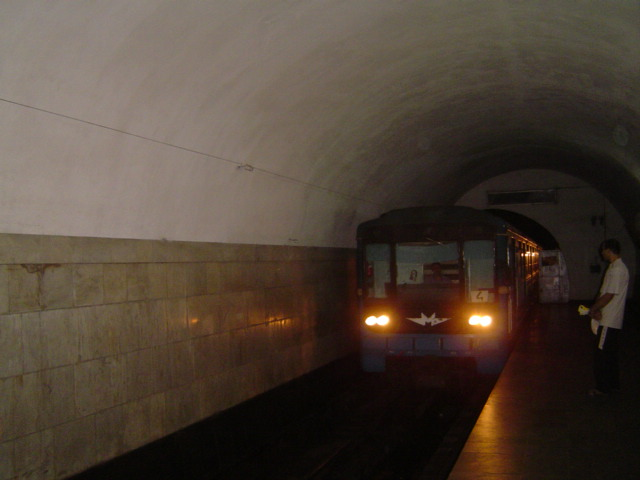
Rame arrivant en station.

Le métro disposait de soixante-dix véhicules pour son exploitation jusqu'au début des années 1990. Douze trains de trois véhicules pouvaient être mis en service. Il s'agit de modèles standard du métro soviétique voitures, de type 81-717/714. La longueur de la caisse est de 18,8 m et de largeur 2,71 m. La vitesse de pointe atteint 90 km/h. Le véhicule de tête peut emporter 214 passagers, le véhicule intermédiaire 230 passagers.

## Exploitation
Aujourd'hui le métro est exploité sur une plage réduite de 7 h à 24 h, pour un tarif de 100 AMD. Le trajet Chengavit-Tcharbakh est exploité en navette à partir de Chengavit. Il faut 1 200 employés pour faire fonctionner le système.
Les stations existantes ont un quai central de 100 m permettant d'accueillir des rames de cinq voitures.
Le métro d'Erevan a été touché par une grave crise financière : par moments, même la facture d'électricité n'était pas payée[réf. nécessaire]. La société d'exploitation n'ayant pas d'argent pour maintenir le matériel, elle dut céder les véhicules de type 81-714 (voitures intermédiaires sans cabine de conduite) pour pouvoir faire réparer en échange les autres, le dépôt de Charbakh n'ayant pas les moyens d'un atelier[réf. nécessaire]. Actuellement le service est assuré par douze trains composés de deux véhicules 81-717 (véhicules avec cabine de conduite) pour la ligne principale et un pour la navette.
À peine la moitié du budget provient des recettes d'exploitation, le reste étant des subventions[réf. nécessaire]. La fréquentation du métro est en effet faible mais en hausse de 40 % depuis 2007. Près de dix-neuf millions de voyageurs ont été enregistrés en 2008. Le métro ne dessert pas les zones résidentielles les plus importantes.
En janvier 2008, le gouvernement annonce une hausse du salaire des employés du métro, passant ainsi de 65 000 drams (±145 euros) à 100 000 drams (±200 euros)[réf. nécessaire]. Depuis avril 2008, avec l'aide de la Banque mondiale, les stations et l'intérieur des voitures sont restaurés, le système de billetterie modernisé et la hausse des salaires concrétisée, pour un montant total de 1,7 milliard de drams.

## Projets
Une extension de la ligne de deux stations (Ajapnyak et Nazarbekian) vers le nord-ouest est en cours, mais les moyens financiers de la république indépendante ne sont pas à la hauteur. Le métro n'est plus une priorité et la construction se fait au ralenti depuis le début des années 90. Cependant, en janvier 2008, le premier ministre Serge Sargsian déclare durant une visite du réseau que les travaux de construction d'un tunnel d'un kilomètre et d'une première station (Ajapnyak) sont tout à fait réalisables et nécessiteront un budget de 18 millions de dollars. En janvier 2009, le service de presse du métro d'Erevan annonce que le montant des fonds nécessaire à l'achèvement des travaux sera décidé à l'automne et qu'une reprise du chantier est envisagée pour 2010. La municipalité a récemment décidé un programme de développement pour son métro entre 2011 et 2020, comprenant la création de trois stations supplémentaires après celle d'Ajapnyak, l'achat de quinze nouvelles voitures et la restauration de quarante-cinq autres pour un budget total de 160 millions de dollars.
Une deuxième ligne est en projet depuis plusieurs années pour joindre le centre de la ville au quartier de Yeraz au nord, en passant par la station Barekamoutioun. À plus long terme, il est envisagé de prolonger cette ligne des deux côtés. Finalement, elle rejoindrait la ligne 1 au niveau de la station Sassountsi David ou place de la République.
À long terme, il est également envisagé la construction d'une troisième ligne dans le sens est-ouest, croisant la ligne 1 à la station Yeritasardakan.
Aucune échéance n'a été fixée pour la réalisation des deux lignes prévues.
Le 3 novembre 2011, le projet d'une extension de la ligne 1 jusqu'à l'aéroport Zvartnots d'Erevan est validé par le gouvernement. L'extension permettra de mieux desservir le nouvel aéroport ouvert en septembre 2011 et qui devrait accueillir à terme trois millions de passagers par an ; le coût des travaux est estimé à 25 millions de dollars et la durée des travaux à trois ans. En 2024 toutefois, ce projet n'a pas été mis en oeuvre.
La municipalité a cependant validé le projet d'extension du métro au nord-ouest, vers la station Ajapnyak, avec un appel d'offres remporté par l'entreprise russe Metrogiprotrans en novembre 2021, et les travaux d'étude préliminaire ont commencé peu après. Les travaux de gros-oeuvre, incluant la construction d'un pont enjambant la rivière Hrazdan et la consolidation du tunnel d'arrière-gare après la station Barekamoutioun, ont commencé en 2023, pour une inauguration estimée en 2028.
Il est également prévu de construire une nouvelle station sur l'actuelle ligne, la station Surmalu, située entre les stations Zoravar Andranik et Sassountsi Davit, qui permettrait de mieux desservir les marchés de Petak et Surmalu. Les travaux préliminaires ont également débuté en 2023, pour une ouverture au public de la station courant 2026. La municipalité souhaite par ailleurs renouveler le matériel roulant actuel, vieux de plus de 40 ans, à l'horizon 2028.